# Ecuație diferențială ordinară
În matematică, o ecuație diferențială ordinară este o ecuație diferențială care descrie o relație prestabilită între o funcție necunoscută, argumentele acesteia și derivatele ordinare ale sale. În practică, se presupune de obicei că "funcția necunoscută" există, deși stabilirea riguroasă a acestui fapt poate cere noțiuni de topologie. Ordinul unei ecuații diferențiale este dat de derivata de cel mai mare ordin a funcției necunoscute.

## Introducere
Odată cu apariția calculului diferențial și integral a început și studiul ecuațiilor diferențiale, necesitatea lor apărând clar din modelele care au dus la construirea conceptelor de bază ale analizei matematice: tangenta la o curbă și viteza mișcării unui corp.
Teoria ecuațiilor diferențiale ordinare studiază procesele de evoluție care sunt deterministe, finit-dimensionale și diferențiabile. Dacă evoluția ulterioară și trecutul unui proces sunt determinate univoc de starea sa prezentă, acest proces se numește determinist. Mulțimea tuturor stărilor posibile ale procesului se numește spațiul fazelor. Pentru un sistem mecanic, de exemplu, spațiul fazelor este o mulțime în care fiecare element este dat de ansamblul pozițiilor și vitezelor tuturor punctelor sistemului.

## Tipuri de ecuații diferențiale ordinare
- ecuații diferențiale cu variabile separabile: y' = f(y)g(x)
  - ecuații diferențiale liniare: y' = a(x)y
- ecuații diferențiale afine: y' = a(x)y + b(x)
- ecuații diferențiale omogene: y' = F(y/x)
- ecuații diferențiale de tip Bernoulli: y' + a(x)y = b(x)yn
- ecuații diferențiale de tip Riccati: y' = a(x) + b(x)y + c(x)y2
- ecuatii diferențiale implicite: F(x,y,y') = 0
- ecuații diferențiale de tip Lagrange: a(y')x + b(y')y = c(y')
  - ecuații diferențiale de tip Clairaut: y - xy' = a(y')
- ecuatii diferențiale de ordin superior

Câteva exemple de aplicații ale ecuațiilor diferențiale ordinare sunt:
- influența exercitată de o forță rezistivă (cum este forța de frecare): {\displaystyle F=-bv=m{\frac {dv}{dt}}}
- influența exercitată de o forță elastică: {\displaystyle F=-kx={\frac {d^{2}x}{dt^{2}}}}

O problemă cu valori inițiale, sau problemǎ Cauchy, este o ecuație diferențialǎ/sistem de ecuații diferențiale  {\displaystyle y'(t)=f(t,y(t))\,}  cu  {\displaystyle f:(I\subset \mathbb {R} )\times \mathbb {R} ^{n}\to \mathbb {R} ^{n}} pentru care avem condiția suplimentarǎ {\displaystyle y(t_{0})=y_{0}}, unde: {\displaystyle t_{0}\in I} și {\displaystyle y_{0}\in \mathbb {R} ^{n}}.
Fără a restrânge generalitatea putem presupune că {\displaystyle I=[t_{0},t_{0}+T]}, {\displaystyle T>0}.

## Definiție
Fie {\displaystyle I\subset \mathbb {R} } un interval, {\displaystyle \Omega \subset \mathbb {R} ^{n}} mulțime deschisă și {\displaystyle F:I\times \Omega \rightarrow \mathbb {R} ^{n}} o o aplicație.

Problema determinării unui interval {\displaystyle J\subset I} și a unei aplicații {\displaystyle x:J\rightarrow \mathbb {R} ^{n}}   cu proprietățile :

(1). {\displaystyle x\ } este derivabilă pe {\displaystyle J\ };

(2). {\displaystyle x(t)\in \Omega }, pentru orice {\displaystyle t\in J};

(3). {\displaystyle {\dot {x}}(t)=F(t,x(t))}, pentru orice {\displaystyle t\in J}

se numește ecuație diferențială ordinară de ordinul întâi, definită de aplicația {\displaystyle F:I\times \Omega \rightarrow \mathbb {R} ^{n}} și se notează pe scurt :{\displaystyle {\dot {x}}=F(t,x)}.

Dacă, în plus, se mai dau {\displaystyle t_{0}\in I} și {\displaystyle x_{0}\in \Omega }, problema determinării unui interval {\displaystyle I\subset J} astfel încât {\displaystyle t_{0}\in J} și a unei aplicații {\displaystyle x:J\rightarrow \mathbb {R} ^{n}} cu proprietățile (1).,(2). și (3). de mai sus, cărora li se adaugă specificația că {\displaystyle x(t_{0})=x_{0}} se numește problemă Cauchy sau problemă cu valori inițiale și se notează pe scurt:
{\displaystyle {\begin{cases}{\dot {x}}=F(t,x)\\x(t_{0})=x_{0}\end{cases}}}.

## Teorema de existență a soluțiilor unei ecuații diferențiale
Dacă {\displaystyle I\subset \mathbb {R} } este un interval deschis, {\displaystyle \Omega \subset \mathbb {R} ^{n}} mulțime deschisă, iar {\displaystyle F:I\times \Omega \rightarrow \mathbb {R} ^{n}} o aplicație continuă, atunci problema Cauchy : {\displaystyle {\begin{cases}{\dot {x}}=F(t,x)\\x(t_{0})=x_{0}\end{cases}}} are cel puțin o soluție {\displaystyle x:J\subset I\rightarrow \mathbb {R} ^{n}}, pentru orice {\displaystyle t_{0}\in I} și {\displaystyle x_{0}\in \Omega }.

## Metoda Picard pentru probleme cu valori inițiale
Deoarece numărul cazurilor când putem afla soluția exactă pentru o problemă cu valori inițiale este limitat se folosesc diverse metode de aproximare a soluției. Se consideră formula
{\displaystyle \int _{y_{0}}^{y(x)}dz=y(x)-y_{0}=\int _{x_{0}}^{x}f(t,y(t))dt}
Se formează un șir de funcții astfel:
{\displaystyle y_{1}(x)=y_{0}+\int _{x_{0}}^{x}f(t,y_{0})dt}
{\displaystyle y_{2}(x)=y_{0}+\int _{x_{0}}^{x}f(t,y_{1}(t))dt}
{\displaystyle \ldots }
{\displaystyle y_{n}(x)=y_{0}+\int _{x_{0}}^{x}f(t,y_{n-1}(t))dt}
{\displaystyle \ldots }
Se poate arăta că limita șirului definit de {\displaystyle (y_{n}(x))} este unica soluție a problemei cu valori inițiale în cadrul ipotezelor enunțate în teoremele Arzela-Ascoli și Cauchy-Lipschitz. În plus, se poate observa că seria cu termenul general {\displaystyle y_{n}(x)-y_{n-1}(x)} este absolut și uniform convergentă pentru {\displaystyle x} aparținând intervalului {\displaystyle (x_{0},\,x_{0}+h)}.
Această metodă iterativă prezintă inconvenientul de a fi lent convergentă.

## Metode numerice pentru probleme cu valori inițiale
Intervalul continuu {\displaystyle I=[t_{0},t_{0}+T]} este înlocuit cu mulțimea discretă {\displaystyle \{t_{n}|n=0,\ldots ,N\}}. Metodele numerice pentru probleme cu valori inițiale se împart în: metode numerice cu un pas (de exemplu metode de tip Runge-Kutta) și metode numerice cu mai mulți pași (de exemplu metode de tip Adams sau metoda diferențierii regresive-BDF)

### Metode Runge-Kutta
Metodele de tip Runge-Kutta pot fi folosite pentru aproximarea soluțiilor ecuațiilor diferențiale, atât ca metode de sine stătătoare, cât și ca metode pentru determinarea primilor pași în metodele cu mai mulți pași. Aceste metode au fost dezvoltate în jurul anului 1900 de către matematicienii germani C. Runge și M. W. Kutta. Unul dintre avantajele metodelor Runge-Kutta implicite este cǎ se pot construi metode {\displaystyle A}-stabile cu ordin de convergențǎ  mare, spre deosebire de metodele multipas implicite {\displaystyle A}-stabile unde ordinul de convergențǎ nu poate sǎ fie mai mare ca {\displaystyle 2} (a doua barierǎ a lui Dahlquist).